# Universiteit van Venda
De Universiteit van Venda (Univen) is een Zuid-Afrikaanse universiteit in Thohoyandou in de noordoostelijk gelegen provincie Limpopo.

## Geschiedenis
De universiteit van Venda werd gesticht in 1982 voor de bevolking van de bantoestan (thuisland) Venda. Studenten aan de universiteit komen niettemin al sinds de oprichting niet alleen uit Venda, maar uit geheel Limpopo ofwel het noordelijke deel van voormalig Transvaal.
Sinds het einde van de apartheid en het opgaan van de bantoestans in Zuid-Afrika komen de studenten uit het gehele land. Univen is begin 21e eeuw een comprehensive university met zowel theoretische als praktische opleiding.

## Verbonden

### Als (hoog)leraar
- Taban lo Liyong (1939), literatuurwetenschapper, schrijver en dichter

### Als student
- Basetsana Kumalo (1974), Miss Zuid-Afrika (1994), onderneemster en presentatrice